# Studio Rush
Studio Rush（スタジオラッシュ）は、広島、福岡、熊本、小倉にてエステサロンを展開するエステサロングループである。

## 沿革
2005年8月にエステサロン経営や化粧品製造、販売を行う有限会社Beauty Rushを設立。同年10月に広島市中区紙屋町に「ビューティーラッシュ」をオープンし、同時にオリジナルブランド「&Ratia」の販売を開始する。続けて2007年10月にはオリジナルブランド「MY」のシリーズ第一弾となる「MY ACTIVE」を販売。その後に2008年10月には「ビューティーラッシュ」を「Studio Rush 広島店」として移転拡大オープン。2010年10月には「Studio Rush 福岡店」、2014年3月には「Studio Rush 熊本店」、2015年8月には「Studio Rush 小倉店」（北九州市）をオープンさせる。

## エステ内容
一般的な美顔エステに加え、最新機器を使用したフォトフェイシャル（フォトダーマセラピー）やコラジェナイザーフェイシャルなどのエステ施術も行う。痩身エステでは、同じく最新機器を使用したリポライト（光痩身による脂肪溶解）やキャビテーション痩身も行なっている。

## スキンケア・化粧品
「&Ratia」シリーズと「MY」シリーズの2ブランドを展開する。敏感肌、乾燥肌、脂性肌用のスキンケアを各種（クレンジング、洗顔、ローション、ゲル）、美容液や各種サプリメントも取り扱っている。